# Азовско-Донской банк
Азовско-Донской коммерческий банк — один из крупнейших акционерных коммерческих банков Российской империи, правление которого располагалось в Таганроге (1871—1903) и Санкт-Петербурге (1903—1917).

## История
Основан в 1871 году в Таганроге. Устав банка был утверждён Александром II 12 (24) июня 1871 года.
Основной капитал банка первоначально определялся в 3 миллиона рублей и распределялся на 12 тысяч акций по 250 рублей каждая; учредители имели право распределить акции между собой и пригласить к участию других лиц (§ 4). В течение более 20 лет наибольшим пакетом акций владел клан Поляковых — братья Яков и Самуил, а также близкие к ним лица.
| В § 1 устава были указаны следующие учредители банка (порядок следования и орфография сохранены). - Скараманга, Иван — иностранный 1-й гильдии гость - Вальяно, Марк — таганрогский 1-й гильдии купец - Поляков, Яков — таганрогский 1-й гильдии купец - Драшкович, Марк — коммерции советник и Ростовский на Дону 1-й гильдии купец - Поляков, Самуил — коммерции советник и Ростовский на Дону 1-й гильдии купец - Родоконаки, Фёдор — Петербургский 1-й гильдии купец - Гвайер, Самуил — Петербургский 1-й гильдии купец - Розенталь, Леон — Петербургский 1-й гильдии купец - Варваци, Марк — коллежский советник |

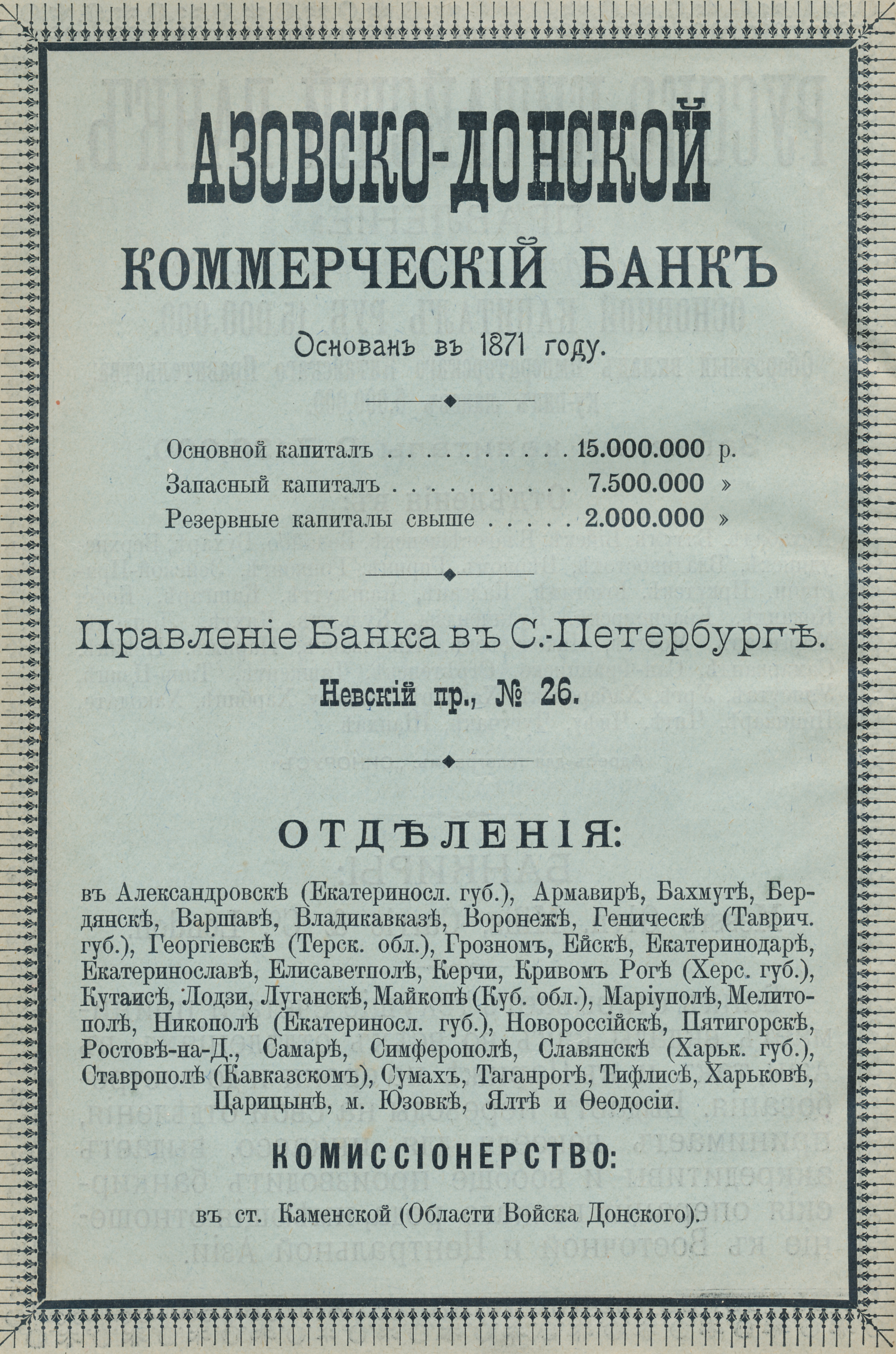
Реклама банка, 1907 год

Банк занимался кредитованием торговли и предоставлением ссуд. В 1883 году, в результате ряда неудачных финансовых операций, банк вынужден был уменьшить свой уставной капитал с 3 до 2 млн рублей с целью погашения понесённых потерь и опротестованных векселей. Соответствующее решение было высочайше утверждено 13 (25) июня 1883 года. В дальнейшем банк сумел значительно улучшить свою деятельность и к середине 1890-х годов стал крупнейшим провинциальным банком, а к концу 1890-х годов вошёл в пятерку наиболее крупных банков страны.
По инициативе одного из основных акционеров Якова Соломоновича Полякова, с целью обеспечения оперативного посредничества между Азовско-Донским банком и финансовыми учреждениями Санкт-Петербурга, не позже 1888 года был учреждён Санкт-Петербургско-Азовский коммерческий банк. В 1903 году, в связи с прекращением деятельности Санкт-Петербургско-Азовского банка по причине его несостоятельности, правление Азовско-Донского банка было перенесено в Санкт-Петербург. Первоначально правление банка в Петербурге помещалось на Невском проспекте, дом 26, но в 1907—1913 годах было построено собственное здание банка на Морской улице, дом 5.
В 1900-х годах банк установил контроль над многими промышленными предприятиями в чёрной и цветной металлургии, каменноугольной промышленности, производстве строительных материалов.

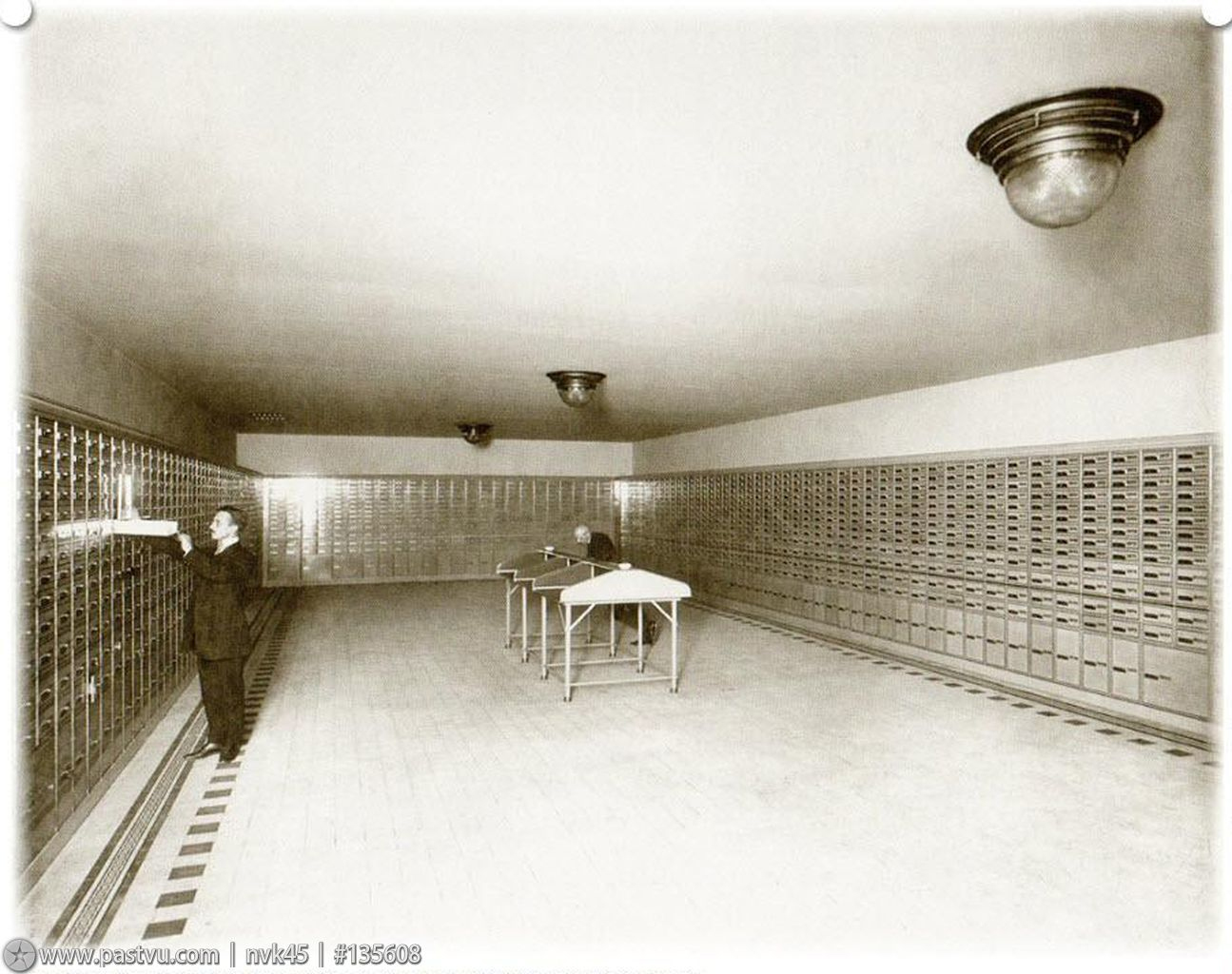
Зал с ячейками Азовско-Донского банка, 1913 год

В 1912 году вошёл в группу Петербургского международного банка.
В 1912—1913 годах Азовско-Донской банк приобрёл крупный пакет акций парижского Банка северных стран (Banque des pays du Nord). 
На 1 января 1914 года основной капитал Азовско-Донского банка составлял 50 млн рублей, банк располагал вкладами и текущими счетами на сумму в 206,7 млн рублей, баланс банка равнялся 543,5 млн рублей. Доля иностранного капитала в нём составляла 45%. Задолженность перед французскими и германскими кредитными учреждениям в августе 1914 года насчитывала 14,1 млн и 5,3 млн соответственно. Банк обладал преимущественно французской ориентацией.
К 1917 году банк имел в России 70 отделений, по размеру акционерного капитала (60 млн руб.) делил 1-е место в России с Русским для внешней торговли и Петроградским международным коммерческим банками.
В 1917 году после Октябрьской революции Азовско-Донской банк вместе с другими частными банками был ликвидирован (национализирован) присоединением к Государственному банку Российской Республики декретом ВЦИК от 14 (27) декабря 1917 года. Декретом Совнаркома от 23 января (5 февраля) 1918 года акционерный капитал банка, наряду с акционерными капиталами других частных банков, был конфискован в пользу Государственного банка Российской Республики.

## Руководство

### Председатели правления
- 1907—1908 гг.: Александр Богданович Нентцель[13][14].
- 1910—1917 гг.: Борис Абрамович Каменка.

### Председатель совета
- Фёдоров, Михаил Михайлович[15].

## Здания

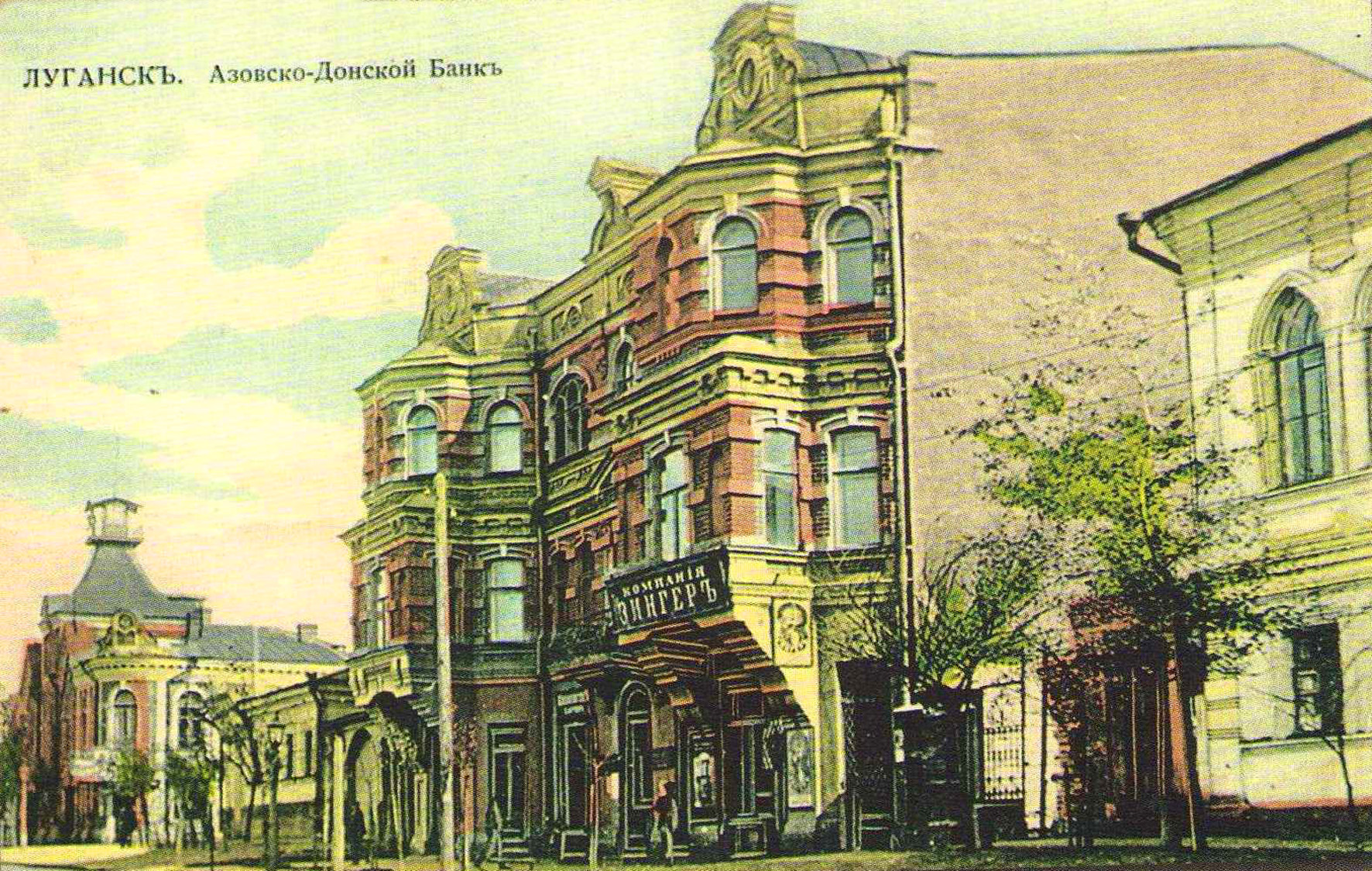
Здание отделения банка в Луганске

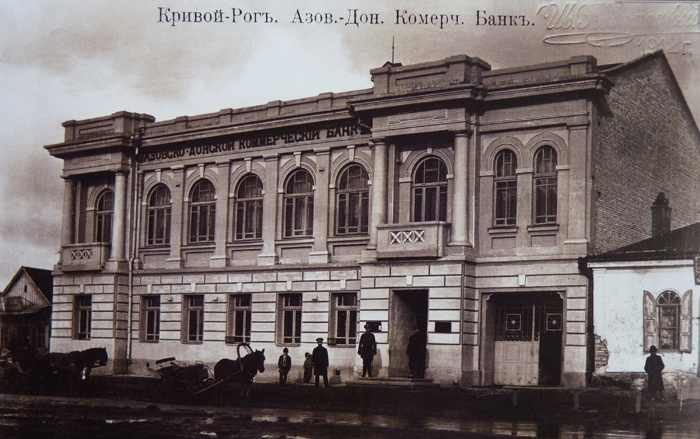
Здание отделения банка в Кривом Роге

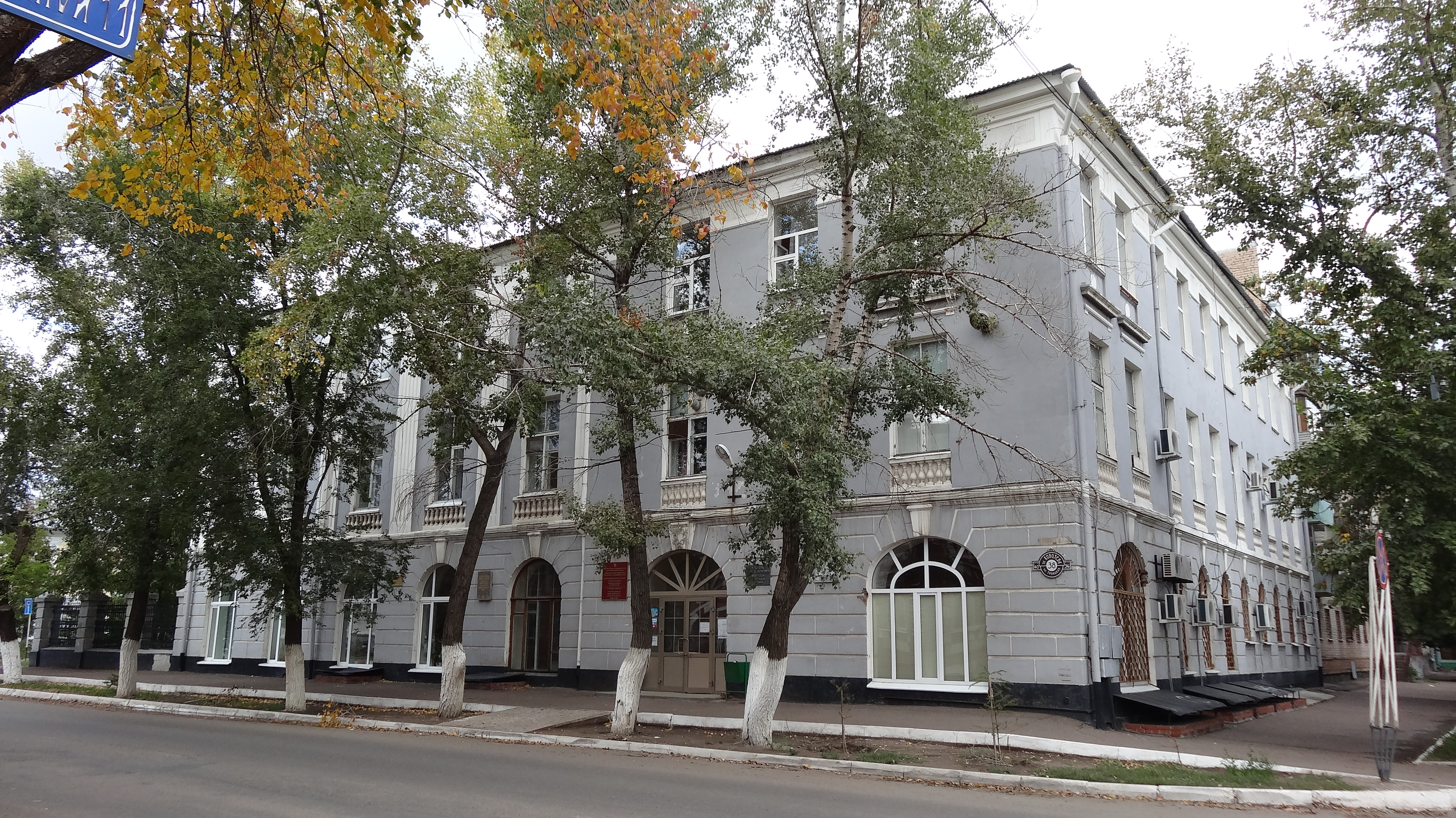
Здание отделения банка в Оренбурге

Здания банка в Санкт-Петербурге, Харькове, Одессе, Астрахани, Луганске, Сухуме сохранились и являются памятниками архитектуры. Проектировал отделения банка петербургский архитектор шведского происхождения Ф. И. Лидваль. Фасад здания банка в Санкт-Петербурге выполнен по аналогии здания Второго общества взаимного кредита. Фасад здания украшает лепной декор, в композицию введены скульптурные барельефы, гирлянды и вазы (скульптор В. В. Кузнецов). Фасад облицован серым гранитом. В 1912 году был построен второй корпус с аналогичным композиционным решением. На конкурсе фасадов в 1912 году постройка Лидваля получила золотую медаль как лучшая.